# مانو کونه
امانوئل کوادیو کونه (انگلیسی: Kouadio Koné؛ زادهٔ ۱۷ مهٔ ۲۰۰۱) معروف به مانو کونه، بازیکن فوتبال اهل فرانسه است که به صورت قرضی برای باشگاه رم بازی می‌کند.
از باشگاه‌هایی که در آن بازی کرده‌است می‌توان به باشگاه فوتبال بروسیا مونشن‌گلادباخ و باشگاه فوتبال تولوز اشاره کرد.
وی همچنین در تیم‌های ملی فوتبال زیر ۱۸ سال فرانسه و زیر ۱۹ سال فرانسه بازی کرده‌است.